# Campynema lineare
Genre
Espèce
Campynema lineare est une espèce de plantes à fleurs  de la famille des Campynemataceae. C'est la seule espèce du genre monotypique Campynema. Elle est endémique à la Tasmanie.

### GenreCampynema
- (en) Catalogue of Life : Campynema Labill. (consulté le 7 avril 2023)
- (en) World Checklist of Selected Plant Families (WCSP) : Campynema  Labill. (1805)  (consulté le 9 août 2014)
- (en) NCBI : Campynema (taxons inclus) (consulté le 9 août 2014)
- (en) The Plant List : Campynema  (consulté le 9 août 2014)
- (en) Tropicos : Campynema Labill.  (+ liste sous-taxons) (consulté le 9 août 2014)

### EspèceCampynema lineare
- (en) JSTOR Plants : Campynema lineare  (consulté le 9 août 2014)
- (en) Catalogue of Life : Campynema lineare Labill. (consulté le 16 décembre 2020)
- (en) World Checklist of Selected Plant Families (WCSP) : Campynema lineare  Labill. (1805)  (consulté le 9 août 2014)
- (en) NCBI : Campynema lineare (taxons inclus) (consulté le 9 août 2014)
- (en) The Plant List : Campynema lineare Labill.  (source : KewGarden WCSP) (consulté le 9 août 2014)
- (en) Tropicos : Campynema lineare Labill.  (+ liste sous-taxons) (consulté le 9 août 2014)